# Osculum

Baupläne der Schwämme:
A. Ascon, B. Sycon, C. Leucon
1) Suboscularraum 2) Oscula
4) Geißelkammern 5) 6) Poren

Das Osculum (Plural: Oscula) ist die Hauptöffnung von Schwämmen (Porifera), durch die Wasser, welches von Porocyten (Wandporen) eingestrudelt wurde, wieder ausgestoßen wird. Durch das Osculum scheidet der Schwamm zudem Stoffwechselprodukte aus.